# Mediaberater
Mediaberater ist eine Berufsbezeichnung für Verkäufer von Werbezeiten in den Bereichen Printmedien, Onlinewerbung, Hörfunk und Fernsehen. In den Bereichen Print und Online ist die Bezeichnungen Medienberater üblich, für ausschließlichen Anzeigenverkauf, Anzeigen und redaktionelle PR 'Anzeigenverkäufer. Für den Beruf des Mediaberaters gibt es derzeit nur die Ausbildung Medienkaufleute Digital und Print.
Laut Sjurts ist ein Mediaberater jemand „der mit der Erarbeitung von Werbekonzeptionen und der Vergabe und Kontrolle bei der Durchführung einer Werbekampagne erforderlichen Tätigkeiten betraut ist.〈...〉Häufig handelt es sich dabei um Freiberufler.“ Reinke versteht unter einem Mediaberater jemanden, der seine Kunden über den gezielten Einsatz von Medien berät, um die jeweiligen Botschaften des werbenden Unternehmens an die gewünschte Zielgruppe zu übermitteln.

## Aufgabenbereich
Das Berufsbild des Mediaberaters in Deutschland entstand mit der Einführung des dualen Rundfunksystems im Jahr 1984. Derzeit ist er auf den Bereich Print- und Onlinewerbung erweitert.
Neben Fachwissen in den Bereichen Werbung und Medien muss ein Mediaberater über Kenntnisse im Verkauf und die Beratung über einen Media-Mix in Verhandlungsgesprächen verfügen.
Vor dem Einsatz von Werbung analysiert ein Mediaberater zusammen mit den potentiellen Werbekunden, welche Werbeobjekte sich für die Vermarktung eignen. Mögliche Werbeobjekte sind einzelne Produkte, Produktgruppen, Leistungen eines Unternehmens oder auch das Unternehmen selbst. Im Anschluss an die Definition der Werbeziele und Werbeobjekte erfolgt die Zielgruppenbestimmung. Nach der Planung und Durchführung einer Werbekampagne werden Werbetreibende idealerweise langfristig von ihrem Mediaberater weiterbetreut.

## Ausbildung & Berufseinstieg
Mediaberater sind meist ausgebildete Verlagskaufleute oder Mediengestalter mit IHK-Abschluss. Ein Quereinsteiger benötigt eine Ausbildung für die Vermarktung von Print und Digital. Anders bei Anzeigenberatern, hier wird nur Anzeigenverkauf für Printmedien gefordert, für Quereinsteiger geeignet. Eine mögliche Qualifikation ist ein Studium der Betriebswirtschaftslehre (BWL) oder eine Ausbildung im kaufmännischen Bereich. Einige Industrie- und Handelskammern bieten zertifizierte Lehrgänge im Bereich Mediaberatung an.

## Entlohnung
Die Entlohnung eines Mediaberaters wird unterschiedlich gehandhabt: Es gibt die Variante der Bezahlung durch fixe Monatsgehälter, durch eine Kombination eines monatlichen Fixums und Provisionszahlungen oder reine Entlohnung über Provision.